# 나와틀어

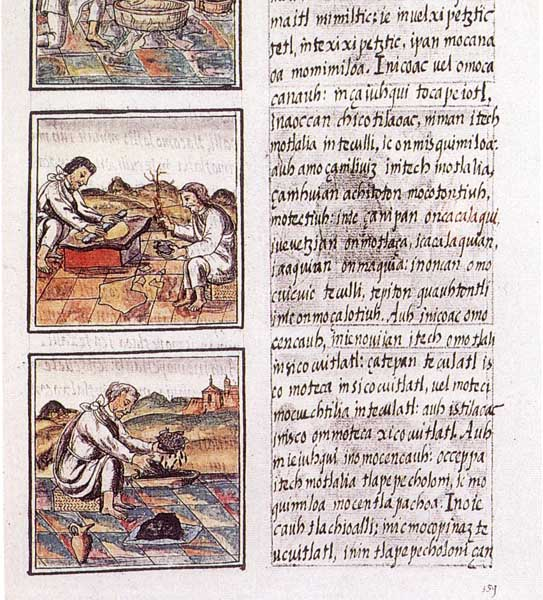

나와틀어(nāwatl ['naː.watɬ])는 유트아즈텍어족에 속하는 언어 또는 언어군이다. 중앙 아메리카의 토착어로 약 170만 명의 나와인들이 사용하며, 멕시코 중부지방이 핵심지역이다.
적어도 7세기부터 현재의 멕시코 중부에서 사용되었으며, 스페인의 멕시코 정복시기인 16세기에는 아즈텍 제국의 공용어로 쓰이고 있었다. 아즈텍 제국의 확장으로 나와틀어는 이 지역의 군소방언을 몰아내고 지배적인 언어로 군림하였다. 스페인 침입에 의해 로마자가 도입되어 문자로 기록되면서 문어를 보유하게 되었으며, 이후 많은 연대기, 문법서, 시집, 행정문서 등의 문서류가 16~17세기에 쓰였다. 초기의 문어들은 고전 나와틀어의 기반이 되는 테노치티틀란 방언으로 쓰였으며, 문서의 양이나 연구실적 등이 가장 많은 방언이다.
오늘날 나와틀어는 통일되지 않은 여러 방언으로 흩어졌으며, 각각 지방의 군소 공동체에서 쓰이고 있다. 이들 방언간에는 상호의사소통이 되지 않을 정도로 변형된 것도 있다. 또한, 모두 국가의 지배적인 언어인 스페인어로부터 영향을 받고 있다. 2003년 추진된 토착민들의 언어권리에 대한 법률에 의하여 다른 토착어들과 함께 멕시코의 국어중 하나로 채택되었다. 사용지역에서는 법률상 나와틀어가 스페인어와 동등한 법적 권리를 보장받는다.
나와틀어는 수개의 어근과 접사가 통합하여 복잡다단한 의미를 나타내는 포합적 특징과 교착적 특징을 보이고 있다. 주변의 다른 토착어들로부터 많은 영향을 받았으며, 동시에 스페인어와 토착어들에게 영향을 주었다. 스페인어에 들어온 나와틀어 어휘는 대부분 아메리카 토착의 사물이나 개념 등을 나타내는 말이다. 잘 알려진 것 중 하나는 토마토, 초콜릿 등이다.

## 방언
중부 나우아틀(Nahuatl, Central) [nhn] (멕시코)
중부 와스테카 나우아틀(Nahuatl, Central Huasteca) [nch] (멕시코)
중앙 푸에블라 나우아틀(Nahuatl, Central Puebla) [ncx] (멕시코)
고전 나우아틀(Nahuatl, Classical) [nci] (멕시코)
코아테페크 나우아틀(Nahuatl, Coatepec) [naz] (멕시코)
두랑고 나우아틀(Nahuatl, Durango) [nln] (멕시코)
동부 와스테카 나우아틀(Nahuatl, Eastern Huasteca) [nhe] (멕시코)
게레로 나우아틀(Nahuatl, Guerrero) [ngu] (멕시코)
고지대 푸에블라 나우아틀(Nahuatl, Highland Puebla) [azz] (멕시코)
왁스칼레카 나우아틀(Nahuatl, Huaxcaleca) [nhq] (멕시코)
이스트무스-코솔레카케 나우아틀(Nahuatl, Isthmus-Cosoleacaque) [nhk] (멕시코)
이스트무스-마카야판 나우아틀(Nahuatl, Isthmus-Mecayapan) [nhx] (멕시코)
이스트무스 파하판 나우아틀(Nahuatl, Isthmus-Pajapan) [nhp] (멕시코)
미초아칸 나우아틀(Nahuatl, Michoacán) [ncl] (멕시코)
모렐로스 나우아틀(Nahuatl, Morelos) [nhm] (멕시코)
북부 와하카 나우아틀(Nahuatl, Northern Oaxaca) [nhy] (멕시코)
북부 푸에블라 나우아틀(Nahuatl, Northern Puebla) [ncj] (멕시코)
오메테페크 나우아틀(Nahuatl, Ometepec) [nht] (멕시코)
오리자바 나우아틀(Nahuatl, Orizaba) [nlv] (멕시코)
산타마리아 라 알타 나우아틀(Nahuatl, Santa María la Alta) [nhz] (멕시코)
시에라 네그라 나우아틀(Nahuatl, Sierra Negra) [nsu] (멕시코)
동남 푸에블라 나우아틀(Nahuatl, Southeastern Puebla) [npl] (멕시코)
타바스코 나우아틀(Nahuatl, Tabasco) [nhc] (멕시코)
테마스칼테페크 나우아틀(Nahuatl, Temascaltepec) [nhv] (멕시코)
테텔칭고 나우아틀(Nahuatl, Tetelcingo) [nhg] (멕시코)
틀라마카사파 나우아틀(Nahuatl, Tlamacazapa) [nuz] (멕시코)
서부 와스테카 나우아틀(Nahuatl, Western Huasteca) [nhw] (멕시코)
사카틀란-아우아카틀란-테페킨틀라 나우아틀(Nahuatl, Zacatlán-Ahuacatlán-Tepetzintla) [nhi] (멕시코)

## 음운
다음은 고전 나와틀어의 음소 목록이다. 고전 나와틀어에서 흔하던 /t͡ɬ/ 음소는 일부 방언에서 /t/나 /l/로 바뀌었다. 많은 현대 방언은 더 이상 장단음 구분을 하지 않으며, /β, d, ɡ, ɸ/ 등 스페인어로부터 음소를 차용했다.

### 닿소리(자음)
|        |        | 양순음 | 치경음 | 치경음 | 후치경음 | 경구개음 | 연구개음 | 연구개음 | 성문음 |
| 중설음 | 설측음 | 양순음 | 평음   | 순음화 | 후치경음 | 경구개음 |          |          | 성문음 |
| ------ | ------ | ------ | ------ | ------ | -------- | -------- | -------- | -------- | ------ |
| 비음   | 비음   | m      | n      |        |          |          |          |          |        |
| 파열음 | 파열음 | p      | t      |        |          |          | k        | kʷ       | ʔ      |
| 파찰음 | 파찰음 |        | ts     | tɬ     | tʃ       |          |          |          |        |
| 마찰음 | 마찰음 |        | s      |        | ʃ        |          |          |          |        |
| 유음   | 유음   |        |        | l      |          |          |          |          |        |
| 반모음 | 반모음 |        |        |        |          | j        |          | w        |        |

### 홀소리(모음)
|        | 전설  | 중설  | 후설       |
| ------ | ----- | ----- | ---------- |
| 고모음 | i, iː |       | o~u, oː~uː |
| 중모음 | e, eː |       | o~u, oː~uː |
| 저모음 |       | a, aː |            |